# 北京中医药大学东方医院
北京中医药大学东方医院 (英語：Dongfang Hospital Beijing University of Chinese Medicine)，创立于1999年12月12日，是一所集医疗、科研、教学、预防、保健、康复为一体的大型三级甲等中医医院，位于中华人民共和国北京市丰台区方庄芳星园一区6号，总建筑面积12.45平方米，编制床位1377张，员工1628人，是北京中医药大学直属附属医院，同时也是北京中医药大学第二临床医学院所在地。

## 历史沿革
东方医院1999年12月12日成立，2012年6月将位于长辛店街道的原二七机车厂医院改为其西院区，2017年10月在大兴区瀛海地区开办南院区。